# Mat Beniowskiego

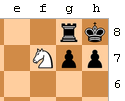
Mat Beniowskiego

Mat Beniowskiego (również mat zduszony) – efektowny motyw matowy w partii szachów, w którym samotny skoczek matuje króla przeciwnika, jak pokazano na diagramie obok. Król jest szczelnie otoczony przez własne bierki i „dusi się” z powodu braku wolnego pola do ucieczki (stąd pochodzi angielska nazwa tego mata: smothered mate). Bardzo często strona atakująca poświęca hetmana, by zmusić wieżę do zablokowania własnego króla. Motyw samobójczego ataku hetmana, zakończonego matem skoczkiem, znany jest też pod nazwą „dziedzictwo Philidora”, od nazwiska najsławniejszego szachisty XVIII wieku, François Philidora. Polska nazwa pochodzi od nazwiska Maurycego Beniowskiego, który – poza rozlicznymi przymiotami – był również niezłym szachistą (grywał w szachy m.in. ze swoimi przyjaciółmi Beniaminem Franklinem i Kazimierzem Pułaskim).

|   | a | b | c | d | e | f | g | h |   |
| 8 | a8 – Czarna wieża · c8 – Czarny goniec · f8 – Czarna wieża · g8 – Czarny król · a7 – Czarny pionek · b7 – Czarny pionek · c7 – Czarny pionek · d7 – Czarny pionek · f7 – Czarny pionek · g7 – Czarny pionek · h7 – Czarny pionek · c5 – Czarny goniec · e5 – Biały pionek · c4 – Biały goniec · g4 – Czarny skoczek · h4 – Czarny hetman · f3 – Biały skoczek · a2 – Biały pionek · b2 – Biały pionek · f2 – Biały pionek · g2 – Biały pionek · h2 – Biały pionek · a1 – Biała wieża · b1 – Biały skoczek · c1 – Biały goniec · d1 – Biały hetman · e1 – Biała wieża · g1 – Biały król | a8 – Czarna wieża · c8 – Czarny goniec · f8 – Czarna wieża · g8 – Czarny król · a7 – Czarny pionek · b7 – Czarny pionek · c7 – Czarny pionek · d7 – Czarny pionek · f7 – Czarny pionek · g7 – Czarny pionek · h7 – Czarny pionek · c5 – Czarny goniec · e5 – Biały pionek · c4 – Biały goniec · g4 – Czarny skoczek · h4 – Czarny hetman · f3 – Biały skoczek · a2 – Biały pionek · b2 – Biały pionek · f2 – Biały pionek · g2 – Biały pionek · h2 – Biały pionek · a1 – Biała wieża · b1 – Biały skoczek · c1 – Biały goniec · d1 – Biały hetman · e1 – Biała wieża · g1 – Biały król | a8 – Czarna wieża · c8 – Czarny goniec · f8 – Czarna wieża · g8 – Czarny król · a7 – Czarny pionek · b7 – Czarny pionek · c7 – Czarny pionek · d7 – Czarny pionek · f7 – Czarny pionek · g7 – Czarny pionek · h7 – Czarny pionek · c5 – Czarny goniec · e5 – Biały pionek · c4 – Biały goniec · g4 – Czarny skoczek · h4 – Czarny hetman · f3 – Biały skoczek · a2 – Biały pionek · b2 – Biały pionek · f2 – Biały pionek · g2 – Biały pionek · h2 – Biały pionek · a1 – Biała wieża · b1 – Biały skoczek · c1 – Biały goniec · d1 – Biały hetman · e1 – Biała wieża · g1 – Biały król | a8 – Czarna wieża · c8 – Czarny goniec · f8 – Czarna wieża · g8 – Czarny król · a7 – Czarny pionek · b7 – Czarny pionek · c7 – Czarny pionek · d7 – Czarny pionek · f7 – Czarny pionek · g7 – Czarny pionek · h7 – Czarny pionek · c5 – Czarny goniec · e5 – Biały pionek · c4 – Biały goniec · g4 – Czarny skoczek · h4 – Czarny hetman · f3 – Biały skoczek · a2 – Biały pionek · b2 – Biały pionek · f2 – Biały pionek · g2 – Biały pionek · h2 – Biały pionek · a1 – Biała wieża · b1 – Biały skoczek · c1 – Biały goniec · d1 – Biały hetman · e1 – Biała wieża · g1 – Biały król | a8 – Czarna wieża · c8 – Czarny goniec · f8 – Czarna wieża · g8 – Czarny król · a7 – Czarny pionek · b7 – Czarny pionek · c7 – Czarny pionek · d7 – Czarny pionek · f7 – Czarny pionek · g7 – Czarny pionek · h7 – Czarny pionek · c5 – Czarny goniec · e5 – Biały pionek · c4 – Biały goniec · g4 – Czarny skoczek · h4 – Czarny hetman · f3 – Biały skoczek · a2 – Biały pionek · b2 – Biały pionek · f2 – Biały pionek · g2 – Biały pionek · h2 – Biały pionek · a1 – Biała wieża · b1 – Biały skoczek · c1 – Biały goniec · d1 – Biały hetman · e1 – Biała wieża · g1 – Biały król | a8 – Czarna wieża · c8 – Czarny goniec · f8 – Czarna wieża · g8 – Czarny król · a7 – Czarny pionek · b7 – Czarny pionek · c7 – Czarny pionek · d7 – Czarny pionek · f7 – Czarny pionek · g7 – Czarny pionek · h7 – Czarny pionek · c5 – Czarny goniec · e5 – Biały pionek · c4 – Biały goniec · g4 – Czarny skoczek · h4 – Czarny hetman · f3 – Biały skoczek · a2 – Biały pionek · b2 – Biały pionek · f2 – Biały pionek · g2 – Biały pionek · h2 – Biały pionek · a1 – Biała wieża · b1 – Biały skoczek · c1 – Biały goniec · d1 – Biały hetman · e1 – Biała wieża · g1 – Biały król | a8 – Czarna wieża · c8 – Czarny goniec · f8 – Czarna wieża · g8 – Czarny król · a7 – Czarny pionek · b7 – Czarny pionek · c7 – Czarny pionek · d7 – Czarny pionek · f7 – Czarny pionek · g7 – Czarny pionek · h7 – Czarny pionek · c5 – Czarny goniec · e5 – Biały pionek · c4 – Biały goniec · g4 – Czarny skoczek · h4 – Czarny hetman · f3 – Biały skoczek · a2 – Biały pionek · b2 – Biały pionek · f2 – Biały pionek · g2 – Biały pionek · h2 – Biały pionek · a1 – Biała wieża · b1 – Biały skoczek · c1 – Biały goniec · d1 – Biały hetman · e1 – Biała wieża · g1 – Biały król | a8 – Czarna wieża · c8 – Czarny goniec · f8 – Czarna wieża · g8 – Czarny król · a7 – Czarny pionek · b7 – Czarny pionek · c7 – Czarny pionek · d7 – Czarny pionek · f7 – Czarny pionek · g7 – Czarny pionek · h7 – Czarny pionek · c5 – Czarny goniec · e5 – Biały pionek · c4 – Biały goniec · g4 – Czarny skoczek · h4 – Czarny hetman · f3 – Biały skoczek · a2 – Biały pionek · b2 – Biały pionek · f2 – Biały pionek · g2 – Biały pionek · h2 – Biały pionek · a1 – Biała wieża · b1 – Biały skoczek · c1 – Biały goniec · d1 – Biały hetman · e1 – Biała wieża · g1 – Biały król | 8 |
| 7 | a8 – Czarna wieża · c8 – Czarny goniec · f8 – Czarna wieża · g8 – Czarny król · a7 – Czarny pionek · b7 – Czarny pionek · c7 – Czarny pionek · d7 – Czarny pionek · f7 – Czarny pionek · g7 – Czarny pionek · h7 – Czarny pionek · c5 – Czarny goniec · e5 – Biały pionek · c4 – Biały goniec · g4 – Czarny skoczek · h4 – Czarny hetman · f3 – Biały skoczek · a2 – Biały pionek · b2 – Biały pionek · f2 – Biały pionek · g2 – Biały pionek · h2 – Biały pionek · a1 – Biała wieża · b1 – Biały skoczek · c1 – Biały goniec · d1 – Biały hetman · e1 – Biała wieża · g1 – Biały król | a8 – Czarna wieża · c8 – Czarny goniec · f8 – Czarna wieża · g8 – Czarny król · a7 – Czarny pionek · b7 – Czarny pionek · c7 – Czarny pionek · d7 – Czarny pionek · f7 – Czarny pionek · g7 – Czarny pionek · h7 – Czarny pionek · c5 – Czarny goniec · e5 – Biały pionek · c4 – Biały goniec · g4 – Czarny skoczek · h4 – Czarny hetman · f3 – Biały skoczek · a2 – Biały pionek · b2 – Biały pionek · f2 – Biały pionek · g2 – Biały pionek · h2 – Biały pionek · a1 – Biała wieża · b1 – Biały skoczek · c1 – Biały goniec · d1 – Biały hetman · e1 – Biała wieża · g1 – Biały król | a8 – Czarna wieża · c8 – Czarny goniec · f8 – Czarna wieża · g8 – Czarny król · a7 – Czarny pionek · b7 – Czarny pionek · c7 – Czarny pionek · d7 – Czarny pionek · f7 – Czarny pionek · g7 – Czarny pionek · h7 – Czarny pionek · c5 – Czarny goniec · e5 – Biały pionek · c4 – Biały goniec · g4 – Czarny skoczek · h4 – Czarny hetman · f3 – Biały skoczek · a2 – Biały pionek · b2 – Biały pionek · f2 – Biały pionek · g2 – Biały pionek · h2 – Biały pionek · a1 – Biała wieża · b1 – Biały skoczek · c1 – Biały goniec · d1 – Biały hetman · e1 – Biała wieża · g1 – Biały król | a8 – Czarna wieża · c8 – Czarny goniec · f8 – Czarna wieża · g8 – Czarny król · a7 – Czarny pionek · b7 – Czarny pionek · c7 – Czarny pionek · d7 – Czarny pionek · f7 – Czarny pionek · g7 – Czarny pionek · h7 – Czarny pionek · c5 – Czarny goniec · e5 – Biały pionek · c4 – Biały goniec · g4 – Czarny skoczek · h4 – Czarny hetman · f3 – Biały skoczek · a2 – Biały pionek · b2 – Biały pionek · f2 – Biały pionek · g2 – Biały pionek · h2 – Biały pionek · a1 – Biała wieża · b1 – Biały skoczek · c1 – Biały goniec · d1 – Biały hetman · e1 – Biała wieża · g1 – Biały król | a8 – Czarna wieża · c8 – Czarny goniec · f8 – Czarna wieża · g8 – Czarny król · a7 – Czarny pionek · b7 – Czarny pionek · c7 – Czarny pionek · d7 – Czarny pionek · f7 – Czarny pionek · g7 – Czarny pionek · h7 – Czarny pionek · c5 – Czarny goniec · e5 – Biały pionek · c4 – Biały goniec · g4 – Czarny skoczek · h4 – Czarny hetman · f3 – Biały skoczek · a2 – Biały pionek · b2 – Biały pionek · f2 – Biały pionek · g2 – Biały pionek · h2 – Biały pionek · a1 – Biała wieża · b1 – Biały skoczek · c1 – Biały goniec · d1 – Biały hetman · e1 – Biała wieża · g1 – Biały król | a8 – Czarna wieża · c8 – Czarny goniec · f8 – Czarna wieża · g8 – Czarny król · a7 – Czarny pionek · b7 – Czarny pionek · c7 – Czarny pionek · d7 – Czarny pionek · f7 – Czarny pionek · g7 – Czarny pionek · h7 – Czarny pionek · c5 – Czarny goniec · e5 – Biały pionek · c4 – Biały goniec · g4 – Czarny skoczek · h4 – Czarny hetman · f3 – Biały skoczek · a2 – Biały pionek · b2 – Biały pionek · f2 – Biały pionek · g2 – Biały pionek · h2 – Biały pionek · a1 – Biała wieża · b1 – Biały skoczek · c1 – Biały goniec · d1 – Biały hetman · e1 – Biała wieża · g1 – Biały król | a8 – Czarna wieża · c8 – Czarny goniec · f8 – Czarna wieża · g8 – Czarny król · a7 – Czarny pionek · b7 – Czarny pionek · c7 – Czarny pionek · d7 – Czarny pionek · f7 – Czarny pionek · g7 – Czarny pionek · h7 – Czarny pionek · c5 – Czarny goniec · e5 – Biały pionek · c4 – Biały goniec · g4 – Czarny skoczek · h4 – Czarny hetman · f3 – Biały skoczek · a2 – Biały pionek · b2 – Biały pionek · f2 – Biały pionek · g2 – Biały pionek · h2 – Biały pionek · a1 – Biała wieża · b1 – Biały skoczek · c1 – Biały goniec · d1 – Biały hetman · e1 – Biała wieża · g1 – Biały król | a8 – Czarna wieża · c8 – Czarny goniec · f8 – Czarna wieża · g8 – Czarny król · a7 – Czarny pionek · b7 – Czarny pionek · c7 – Czarny pionek · d7 – Czarny pionek · f7 – Czarny pionek · g7 – Czarny pionek · h7 – Czarny pionek · c5 – Czarny goniec · e5 – Biały pionek · c4 – Biały goniec · g4 – Czarny skoczek · h4 – Czarny hetman · f3 – Biały skoczek · a2 – Biały pionek · b2 – Biały pionek · f2 – Biały pionek · g2 – Biały pionek · h2 – Biały pionek · a1 – Biała wieża · b1 – Biały skoczek · c1 – Biały goniec · d1 – Biały hetman · e1 – Biała wieża · g1 – Biały król | 7 |
| 6 | a8 – Czarna wieża · c8 – Czarny goniec · f8 – Czarna wieża · g8 – Czarny król · a7 – Czarny pionek · b7 – Czarny pionek · c7 – Czarny pionek · d7 – Czarny pionek · f7 – Czarny pionek · g7 – Czarny pionek · h7 – Czarny pionek · c5 – Czarny goniec · e5 – Biały pionek · c4 – Biały goniec · g4 – Czarny skoczek · h4 – Czarny hetman · f3 – Biały skoczek · a2 – Biały pionek · b2 – Biały pionek · f2 – Biały pionek · g2 – Biały pionek · h2 – Biały pionek · a1 – Biała wieża · b1 – Biały skoczek · c1 – Biały goniec · d1 – Biały hetman · e1 – Biała wieża · g1 – Biały król | a8 – Czarna wieża · c8 – Czarny goniec · f8 – Czarna wieża · g8 – Czarny król · a7 – Czarny pionek · b7 – Czarny pionek · c7 – Czarny pionek · d7 – Czarny pionek · f7 – Czarny pionek · g7 – Czarny pionek · h7 – Czarny pionek · c5 – Czarny goniec · e5 – Biały pionek · c4 – Biały goniec · g4 – Czarny skoczek · h4 – Czarny hetman · f3 – Biały skoczek · a2 – Biały pionek · b2 – Biały pionek · f2 – Biały pionek · g2 – Biały pionek · h2 – Biały pionek · a1 – Biała wieża · b1 – Biały skoczek · c1 – Biały goniec · d1 – Biały hetman · e1 – Biała wieża · g1 – Biały król | a8 – Czarna wieża · c8 – Czarny goniec · f8 – Czarna wieża · g8 – Czarny król · a7 – Czarny pionek · b7 – Czarny pionek · c7 – Czarny pionek · d7 – Czarny pionek · f7 – Czarny pionek · g7 – Czarny pionek · h7 – Czarny pionek · c5 – Czarny goniec · e5 – Biały pionek · c4 – Biały goniec · g4 – Czarny skoczek · h4 – Czarny hetman · f3 – Biały skoczek · a2 – Biały pionek · b2 – Biały pionek · f2 – Biały pionek · g2 – Biały pionek · h2 – Biały pionek · a1 – Biała wieża · b1 – Biały skoczek · c1 – Biały goniec · d1 – Biały hetman · e1 – Biała wieża · g1 – Biały król | a8 – Czarna wieża · c8 – Czarny goniec · f8 – Czarna wieża · g8 – Czarny król · a7 – Czarny pionek · b7 – Czarny pionek · c7 – Czarny pionek · d7 – Czarny pionek · f7 – Czarny pionek · g7 – Czarny pionek · h7 – Czarny pionek · c5 – Czarny goniec · e5 – Biały pionek · c4 – Biały goniec · g4 – Czarny skoczek · h4 – Czarny hetman · f3 – Biały skoczek · a2 – Biały pionek · b2 – Biały pionek · f2 – Biały pionek · g2 – Biały pionek · h2 – Biały pionek · a1 – Biała wieża · b1 – Biały skoczek · c1 – Biały goniec · d1 – Biały hetman · e1 – Biała wieża · g1 – Biały król | a8 – Czarna wieża · c8 – Czarny goniec · f8 – Czarna wieża · g8 – Czarny król · a7 – Czarny pionek · b7 – Czarny pionek · c7 – Czarny pionek · d7 – Czarny pionek · f7 – Czarny pionek · g7 – Czarny pionek · h7 – Czarny pionek · c5 – Czarny goniec · e5 – Biały pionek · c4 – Biały goniec · g4 – Czarny skoczek · h4 – Czarny hetman · f3 – Biały skoczek · a2 – Biały pionek · b2 – Biały pionek · f2 – Biały pionek · g2 – Biały pionek · h2 – Biały pionek · a1 – Biała wieża · b1 – Biały skoczek · c1 – Biały goniec · d1 – Biały hetman · e1 – Biała wieża · g1 – Biały król | a8 – Czarna wieża · c8 – Czarny goniec · f8 – Czarna wieża · g8 – Czarny król · a7 – Czarny pionek · b7 – Czarny pionek · c7 – Czarny pionek · d7 – Czarny pionek · f7 – Czarny pionek · g7 – Czarny pionek · h7 – Czarny pionek · c5 – Czarny goniec · e5 – Biały pionek · c4 – Biały goniec · g4 – Czarny skoczek · h4 – Czarny hetman · f3 – Biały skoczek · a2 – Biały pionek · b2 – Biały pionek · f2 – Biały pionek · g2 – Biały pionek · h2 – Biały pionek · a1 – Biała wieża · b1 – Biały skoczek · c1 – Biały goniec · d1 – Biały hetman · e1 – Biała wieża · g1 – Biały król | a8 – Czarna wieża · c8 – Czarny goniec · f8 – Czarna wieża · g8 – Czarny król · a7 – Czarny pionek · b7 – Czarny pionek · c7 – Czarny pionek · d7 – Czarny pionek · f7 – Czarny pionek · g7 – Czarny pionek · h7 – Czarny pionek · c5 – Czarny goniec · e5 – Biały pionek · c4 – Biały goniec · g4 – Czarny skoczek · h4 – Czarny hetman · f3 – Biały skoczek · a2 – Biały pionek · b2 – Biały pionek · f2 – Biały pionek · g2 – Biały pionek · h2 – Biały pionek · a1 – Biała wieża · b1 – Biały skoczek · c1 – Biały goniec · d1 – Biały hetman · e1 – Biała wieża · g1 – Biały król | a8 – Czarna wieża · c8 – Czarny goniec · f8 – Czarna wieża · g8 – Czarny król · a7 – Czarny pionek · b7 – Czarny pionek · c7 – Czarny pionek · d7 – Czarny pionek · f7 – Czarny pionek · g7 – Czarny pionek · h7 – Czarny pionek · c5 – Czarny goniec · e5 – Biały pionek · c4 – Biały goniec · g4 – Czarny skoczek · h4 – Czarny hetman · f3 – Biały skoczek · a2 – Biały pionek · b2 – Biały pionek · f2 – Biały pionek · g2 – Biały pionek · h2 – Biały pionek · a1 – Biała wieża · b1 – Biały skoczek · c1 – Biały goniec · d1 – Biały hetman · e1 – Biała wieża · g1 – Biały król | 6 |
| 5 | a8 – Czarna wieża · c8 – Czarny goniec · f8 – Czarna wieża · g8 – Czarny król · a7 – Czarny pionek · b7 – Czarny pionek · c7 – Czarny pionek · d7 – Czarny pionek · f7 – Czarny pionek · g7 – Czarny pionek · h7 – Czarny pionek · c5 – Czarny goniec · e5 – Biały pionek · c4 – Biały goniec · g4 – Czarny skoczek · h4 – Czarny hetman · f3 – Biały skoczek · a2 – Biały pionek · b2 – Biały pionek · f2 – Biały pionek · g2 – Biały pionek · h2 – Biały pionek · a1 – Biała wieża · b1 – Biały skoczek · c1 – Biały goniec · d1 – Biały hetman · e1 – Biała wieża · g1 – Biały król | a8 – Czarna wieża · c8 – Czarny goniec · f8 – Czarna wieża · g8 – Czarny król · a7 – Czarny pionek · b7 – Czarny pionek · c7 – Czarny pionek · d7 – Czarny pionek · f7 – Czarny pionek · g7 – Czarny pionek · h7 – Czarny pionek · c5 – Czarny goniec · e5 – Biały pionek · c4 – Biały goniec · g4 – Czarny skoczek · h4 – Czarny hetman · f3 – Biały skoczek · a2 – Biały pionek · b2 – Biały pionek · f2 – Biały pionek · g2 – Biały pionek · h2 – Biały pionek · a1 – Biała wieża · b1 – Biały skoczek · c1 – Biały goniec · d1 – Biały hetman · e1 – Biała wieża · g1 – Biały król | a8 – Czarna wieża · c8 – Czarny goniec · f8 – Czarna wieża · g8 – Czarny król · a7 – Czarny pionek · b7 – Czarny pionek · c7 – Czarny pionek · d7 – Czarny pionek · f7 – Czarny pionek · g7 – Czarny pionek · h7 – Czarny pionek · c5 – Czarny goniec · e5 – Biały pionek · c4 – Biały goniec · g4 – Czarny skoczek · h4 – Czarny hetman · f3 – Biały skoczek · a2 – Biały pionek · b2 – Biały pionek · f2 – Biały pionek · g2 – Biały pionek · h2 – Biały pionek · a1 – Biała wieża · b1 – Biały skoczek · c1 – Biały goniec · d1 – Biały hetman · e1 – Biała wieża · g1 – Biały król | a8 – Czarna wieża · c8 – Czarny goniec · f8 – Czarna wieża · g8 – Czarny król · a7 – Czarny pionek · b7 – Czarny pionek · c7 – Czarny pionek · d7 – Czarny pionek · f7 – Czarny pionek · g7 – Czarny pionek · h7 – Czarny pionek · c5 – Czarny goniec · e5 – Biały pionek · c4 – Biały goniec · g4 – Czarny skoczek · h4 – Czarny hetman · f3 – Biały skoczek · a2 – Biały pionek · b2 – Biały pionek · f2 – Biały pionek · g2 – Biały pionek · h2 – Biały pionek · a1 – Biała wieża · b1 – Biały skoczek · c1 – Biały goniec · d1 – Biały hetman · e1 – Biała wieża · g1 – Biały król | a8 – Czarna wieża · c8 – Czarny goniec · f8 – Czarna wieża · g8 – Czarny król · a7 – Czarny pionek · b7 – Czarny pionek · c7 – Czarny pionek · d7 – Czarny pionek · f7 – Czarny pionek · g7 – Czarny pionek · h7 – Czarny pionek · c5 – Czarny goniec · e5 – Biały pionek · c4 – Biały goniec · g4 – Czarny skoczek · h4 – Czarny hetman · f3 – Biały skoczek · a2 – Biały pionek · b2 – Biały pionek · f2 – Biały pionek · g2 – Biały pionek · h2 – Biały pionek · a1 – Biała wieża · b1 – Biały skoczek · c1 – Biały goniec · d1 – Biały hetman · e1 – Biała wieża · g1 – Biały król | a8 – Czarna wieża · c8 – Czarny goniec · f8 – Czarna wieża · g8 – Czarny król · a7 – Czarny pionek · b7 – Czarny pionek · c7 – Czarny pionek · d7 – Czarny pionek · f7 – Czarny pionek · g7 – Czarny pionek · h7 – Czarny pionek · c5 – Czarny goniec · e5 – Biały pionek · c4 – Biały goniec · g4 – Czarny skoczek · h4 – Czarny hetman · f3 – Biały skoczek · a2 – Biały pionek · b2 – Biały pionek · f2 – Biały pionek · g2 – Biały pionek · h2 – Biały pionek · a1 – Biała wieża · b1 – Biały skoczek · c1 – Biały goniec · d1 – Biały hetman · e1 – Biała wieża · g1 – Biały król | a8 – Czarna wieża · c8 – Czarny goniec · f8 – Czarna wieża · g8 – Czarny król · a7 – Czarny pionek · b7 – Czarny pionek · c7 – Czarny pionek · d7 – Czarny pionek · f7 – Czarny pionek · g7 – Czarny pionek · h7 – Czarny pionek · c5 – Czarny goniec · e5 – Biały pionek · c4 – Biały goniec · g4 – Czarny skoczek · h4 – Czarny hetman · f3 – Biały skoczek · a2 – Biały pionek · b2 – Biały pionek · f2 – Biały pionek · g2 – Biały pionek · h2 – Biały pionek · a1 – Biała wieża · b1 – Biały skoczek · c1 – Biały goniec · d1 – Biały hetman · e1 – Biała wieża · g1 – Biały król | a8 – Czarna wieża · c8 – Czarny goniec · f8 – Czarna wieża · g8 – Czarny król · a7 – Czarny pionek · b7 – Czarny pionek · c7 – Czarny pionek · d7 – Czarny pionek · f7 – Czarny pionek · g7 – Czarny pionek · h7 – Czarny pionek · c5 – Czarny goniec · e5 – Biały pionek · c4 – Biały goniec · g4 – Czarny skoczek · h4 – Czarny hetman · f3 – Biały skoczek · a2 – Biały pionek · b2 – Biały pionek · f2 – Biały pionek · g2 – Biały pionek · h2 – Biały pionek · a1 – Biała wieża · b1 – Biały skoczek · c1 – Biały goniec · d1 – Biały hetman · e1 – Biała wieża · g1 – Biały król | 5 |
| 4 | a8 – Czarna wieża · c8 – Czarny goniec · f8 – Czarna wieża · g8 – Czarny król · a7 – Czarny pionek · b7 – Czarny pionek · c7 – Czarny pionek · d7 – Czarny pionek · f7 – Czarny pionek · g7 – Czarny pionek · h7 – Czarny pionek · c5 – Czarny goniec · e5 – Biały pionek · c4 – Biały goniec · g4 – Czarny skoczek · h4 – Czarny hetman · f3 – Biały skoczek · a2 – Biały pionek · b2 – Biały pionek · f2 – Biały pionek · g2 – Biały pionek · h2 – Biały pionek · a1 – Biała wieża · b1 – Biały skoczek · c1 – Biały goniec · d1 – Biały hetman · e1 – Biała wieża · g1 – Biały król | a8 – Czarna wieża · c8 – Czarny goniec · f8 – Czarna wieża · g8 – Czarny król · a7 – Czarny pionek · b7 – Czarny pionek · c7 – Czarny pionek · d7 – Czarny pionek · f7 – Czarny pionek · g7 – Czarny pionek · h7 – Czarny pionek · c5 – Czarny goniec · e5 – Biały pionek · c4 – Biały goniec · g4 – Czarny skoczek · h4 – Czarny hetman · f3 – Biały skoczek · a2 – Biały pionek · b2 – Biały pionek · f2 – Biały pionek · g2 – Biały pionek · h2 – Biały pionek · a1 – Biała wieża · b1 – Biały skoczek · c1 – Biały goniec · d1 – Biały hetman · e1 – Biała wieża · g1 – Biały król | a8 – Czarna wieża · c8 – Czarny goniec · f8 – Czarna wieża · g8 – Czarny król · a7 – Czarny pionek · b7 – Czarny pionek · c7 – Czarny pionek · d7 – Czarny pionek · f7 – Czarny pionek · g7 – Czarny pionek · h7 – Czarny pionek · c5 – Czarny goniec · e5 – Biały pionek · c4 – Biały goniec · g4 – Czarny skoczek · h4 – Czarny hetman · f3 – Biały skoczek · a2 – Biały pionek · b2 – Biały pionek · f2 – Biały pionek · g2 – Biały pionek · h2 – Biały pionek · a1 – Biała wieża · b1 – Biały skoczek · c1 – Biały goniec · d1 – Biały hetman · e1 – Biała wieża · g1 – Biały król | a8 – Czarna wieża · c8 – Czarny goniec · f8 – Czarna wieża · g8 – Czarny król · a7 – Czarny pionek · b7 – Czarny pionek · c7 – Czarny pionek · d7 – Czarny pionek · f7 – Czarny pionek · g7 – Czarny pionek · h7 – Czarny pionek · c5 – Czarny goniec · e5 – Biały pionek · c4 – Biały goniec · g4 – Czarny skoczek · h4 – Czarny hetman · f3 – Biały skoczek · a2 – Biały pionek · b2 – Biały pionek · f2 – Biały pionek · g2 – Biały pionek · h2 – Biały pionek · a1 – Biała wieża · b1 – Biały skoczek · c1 – Biały goniec · d1 – Biały hetman · e1 – Biała wieża · g1 – Biały król | a8 – Czarna wieża · c8 – Czarny goniec · f8 – Czarna wieża · g8 – Czarny król · a7 – Czarny pionek · b7 – Czarny pionek · c7 – Czarny pionek · d7 – Czarny pionek · f7 – Czarny pionek · g7 – Czarny pionek · h7 – Czarny pionek · c5 – Czarny goniec · e5 – Biały pionek · c4 – Biały goniec · g4 – Czarny skoczek · h4 – Czarny hetman · f3 – Biały skoczek · a2 – Biały pionek · b2 – Biały pionek · f2 – Biały pionek · g2 – Biały pionek · h2 – Biały pionek · a1 – Biała wieża · b1 – Biały skoczek · c1 – Biały goniec · d1 – Biały hetman · e1 – Biała wieża · g1 – Biały król | a8 – Czarna wieża · c8 – Czarny goniec · f8 – Czarna wieża · g8 – Czarny król · a7 – Czarny pionek · b7 – Czarny pionek · c7 – Czarny pionek · d7 – Czarny pionek · f7 – Czarny pionek · g7 – Czarny pionek · h7 – Czarny pionek · c5 – Czarny goniec · e5 – Biały pionek · c4 – Biały goniec · g4 – Czarny skoczek · h4 – Czarny hetman · f3 – Biały skoczek · a2 – Biały pionek · b2 – Biały pionek · f2 – Biały pionek · g2 – Biały pionek · h2 – Biały pionek · a1 – Biała wieża · b1 – Biały skoczek · c1 – Biały goniec · d1 – Biały hetman · e1 – Biała wieża · g1 – Biały król | a8 – Czarna wieża · c8 – Czarny goniec · f8 – Czarna wieża · g8 – Czarny król · a7 – Czarny pionek · b7 – Czarny pionek · c7 – Czarny pionek · d7 – Czarny pionek · f7 – Czarny pionek · g7 – Czarny pionek · h7 – Czarny pionek · c5 – Czarny goniec · e5 – Biały pionek · c4 – Biały goniec · g4 – Czarny skoczek · h4 – Czarny hetman · f3 – Biały skoczek · a2 – Biały pionek · b2 – Biały pionek · f2 – Biały pionek · g2 – Biały pionek · h2 – Biały pionek · a1 – Biała wieża · b1 – Biały skoczek · c1 – Biały goniec · d1 – Biały hetman · e1 – Biała wieża · g1 – Biały król | a8 – Czarna wieża · c8 – Czarny goniec · f8 – Czarna wieża · g8 – Czarny król · a7 – Czarny pionek · b7 – Czarny pionek · c7 – Czarny pionek · d7 – Czarny pionek · f7 – Czarny pionek · g7 – Czarny pionek · h7 – Czarny pionek · c5 – Czarny goniec · e5 – Biały pionek · c4 – Biały goniec · g4 – Czarny skoczek · h4 – Czarny hetman · f3 – Biały skoczek · a2 – Biały pionek · b2 – Biały pionek · f2 – Biały pionek · g2 – Biały pionek · h2 – Biały pionek · a1 – Biała wieża · b1 – Biały skoczek · c1 – Biały goniec · d1 – Biały hetman · e1 – Biała wieża · g1 – Biały król | 4 |
| 3 | a8 – Czarna wieża · c8 – Czarny goniec · f8 – Czarna wieża · g8 – Czarny król · a7 – Czarny pionek · b7 – Czarny pionek · c7 – Czarny pionek · d7 – Czarny pionek · f7 – Czarny pionek · g7 – Czarny pionek · h7 – Czarny pionek · c5 – Czarny goniec · e5 – Biały pionek · c4 – Biały goniec · g4 – Czarny skoczek · h4 – Czarny hetman · f3 – Biały skoczek · a2 – Biały pionek · b2 – Biały pionek · f2 – Biały pionek · g2 – Biały pionek · h2 – Biały pionek · a1 – Biała wieża · b1 – Biały skoczek · c1 – Biały goniec · d1 – Biały hetman · e1 – Biała wieża · g1 – Biały król | a8 – Czarna wieża · c8 – Czarny goniec · f8 – Czarna wieża · g8 – Czarny król · a7 – Czarny pionek · b7 – Czarny pionek · c7 – Czarny pionek · d7 – Czarny pionek · f7 – Czarny pionek · g7 – Czarny pionek · h7 – Czarny pionek · c5 – Czarny goniec · e5 – Biały pionek · c4 – Biały goniec · g4 – Czarny skoczek · h4 – Czarny hetman · f3 – Biały skoczek · a2 – Biały pionek · b2 – Biały pionek · f2 – Biały pionek · g2 – Biały pionek · h2 – Biały pionek · a1 – Biała wieża · b1 – Biały skoczek · c1 – Biały goniec · d1 – Biały hetman · e1 – Biała wieża · g1 – Biały król | a8 – Czarna wieża · c8 – Czarny goniec · f8 – Czarna wieża · g8 – Czarny król · a7 – Czarny pionek · b7 – Czarny pionek · c7 – Czarny pionek · d7 – Czarny pionek · f7 – Czarny pionek · g7 – Czarny pionek · h7 – Czarny pionek · c5 – Czarny goniec · e5 – Biały pionek · c4 – Biały goniec · g4 – Czarny skoczek · h4 – Czarny hetman · f3 – Biały skoczek · a2 – Biały pionek · b2 – Biały pionek · f2 – Biały pionek · g2 – Biały pionek · h2 – Biały pionek · a1 – Biała wieża · b1 – Biały skoczek · c1 – Biały goniec · d1 – Biały hetman · e1 – Biała wieża · g1 – Biały król | a8 – Czarna wieża · c8 – Czarny goniec · f8 – Czarna wieża · g8 – Czarny król · a7 – Czarny pionek · b7 – Czarny pionek · c7 – Czarny pionek · d7 – Czarny pionek · f7 – Czarny pionek · g7 – Czarny pionek · h7 – Czarny pionek · c5 – Czarny goniec · e5 – Biały pionek · c4 – Biały goniec · g4 – Czarny skoczek · h4 – Czarny hetman · f3 – Biały skoczek · a2 – Biały pionek · b2 – Biały pionek · f2 – Biały pionek · g2 – Biały pionek · h2 – Biały pionek · a1 – Biała wieża · b1 – Biały skoczek · c1 – Biały goniec · d1 – Biały hetman · e1 – Biała wieża · g1 – Biały król | a8 – Czarna wieża · c8 – Czarny goniec · f8 – Czarna wieża · g8 – Czarny król · a7 – Czarny pionek · b7 – Czarny pionek · c7 – Czarny pionek · d7 – Czarny pionek · f7 – Czarny pionek · g7 – Czarny pionek · h7 – Czarny pionek · c5 – Czarny goniec · e5 – Biały pionek · c4 – Biały goniec · g4 – Czarny skoczek · h4 – Czarny hetman · f3 – Biały skoczek · a2 – Biały pionek · b2 – Biały pionek · f2 – Biały pionek · g2 – Biały pionek · h2 – Biały pionek · a1 – Biała wieża · b1 – Biały skoczek · c1 – Biały goniec · d1 – Biały hetman · e1 – Biała wieża · g1 – Biały król | a8 – Czarna wieża · c8 – Czarny goniec · f8 – Czarna wieża · g8 – Czarny król · a7 – Czarny pionek · b7 – Czarny pionek · c7 – Czarny pionek · d7 – Czarny pionek · f7 – Czarny pionek · g7 – Czarny pionek · h7 – Czarny pionek · c5 – Czarny goniec · e5 – Biały pionek · c4 – Biały goniec · g4 – Czarny skoczek · h4 – Czarny hetman · f3 – Biały skoczek · a2 – Biały pionek · b2 – Biały pionek · f2 – Biały pionek · g2 – Biały pionek · h2 – Biały pionek · a1 – Biała wieża · b1 – Biały skoczek · c1 – Biały goniec · d1 – Biały hetman · e1 – Biała wieża · g1 – Biały król | a8 – Czarna wieża · c8 – Czarny goniec · f8 – Czarna wieża · g8 – Czarny król · a7 – Czarny pionek · b7 – Czarny pionek · c7 – Czarny pionek · d7 – Czarny pionek · f7 – Czarny pionek · g7 – Czarny pionek · h7 – Czarny pionek · c5 – Czarny goniec · e5 – Biały pionek · c4 – Biały goniec · g4 – Czarny skoczek · h4 – Czarny hetman · f3 – Biały skoczek · a2 – Biały pionek · b2 – Biały pionek · f2 – Biały pionek · g2 – Biały pionek · h2 – Biały pionek · a1 – Biała wieża · b1 – Biały skoczek · c1 – Biały goniec · d1 – Biały hetman · e1 – Biała wieża · g1 – Biały król | a8 – Czarna wieża · c8 – Czarny goniec · f8 – Czarna wieża · g8 – Czarny król · a7 – Czarny pionek · b7 – Czarny pionek · c7 – Czarny pionek · d7 – Czarny pionek · f7 – Czarny pionek · g7 – Czarny pionek · h7 – Czarny pionek · c5 – Czarny goniec · e5 – Biały pionek · c4 – Biały goniec · g4 – Czarny skoczek · h4 – Czarny hetman · f3 – Biały skoczek · a2 – Biały pionek · b2 – Biały pionek · f2 – Biały pionek · g2 – Biały pionek · h2 – Biały pionek · a1 – Biała wieża · b1 – Biały skoczek · c1 – Biały goniec · d1 – Biały hetman · e1 – Biała wieża · g1 – Biały król | 3 |
| 2 | a8 – Czarna wieża · c8 – Czarny goniec · f8 – Czarna wieża · g8 – Czarny król · a7 – Czarny pionek · b7 – Czarny pionek · c7 – Czarny pionek · d7 – Czarny pionek · f7 – Czarny pionek · g7 – Czarny pionek · h7 – Czarny pionek · c5 – Czarny goniec · e5 – Biały pionek · c4 – Biały goniec · g4 – Czarny skoczek · h4 – Czarny hetman · f3 – Biały skoczek · a2 – Biały pionek · b2 – Biały pionek · f2 – Biały pionek · g2 – Biały pionek · h2 – Biały pionek · a1 – Biała wieża · b1 – Biały skoczek · c1 – Biały goniec · d1 – Biały hetman · e1 – Biała wieża · g1 – Biały król | a8 – Czarna wieża · c8 – Czarny goniec · f8 – Czarna wieża · g8 – Czarny król · a7 – Czarny pionek · b7 – Czarny pionek · c7 – Czarny pionek · d7 – Czarny pionek · f7 – Czarny pionek · g7 – Czarny pionek · h7 – Czarny pionek · c5 – Czarny goniec · e5 – Biały pionek · c4 – Biały goniec · g4 – Czarny skoczek · h4 – Czarny hetman · f3 – Biały skoczek · a2 – Biały pionek · b2 – Biały pionek · f2 – Biały pionek · g2 – Biały pionek · h2 – Biały pionek · a1 – Biała wieża · b1 – Biały skoczek · c1 – Biały goniec · d1 – Biały hetman · e1 – Biała wieża · g1 – Biały król | a8 – Czarna wieża · c8 – Czarny goniec · f8 – Czarna wieża · g8 – Czarny król · a7 – Czarny pionek · b7 – Czarny pionek · c7 – Czarny pionek · d7 – Czarny pionek · f7 – Czarny pionek · g7 – Czarny pionek · h7 – Czarny pionek · c5 – Czarny goniec · e5 – Biały pionek · c4 – Biały goniec · g4 – Czarny skoczek · h4 – Czarny hetman · f3 – Biały skoczek · a2 – Biały pionek · b2 – Biały pionek · f2 – Biały pionek · g2 – Biały pionek · h2 – Biały pionek · a1 – Biała wieża · b1 – Biały skoczek · c1 – Biały goniec · d1 – Biały hetman · e1 – Biała wieża · g1 – Biały król | a8 – Czarna wieża · c8 – Czarny goniec · f8 – Czarna wieża · g8 – Czarny król · a7 – Czarny pionek · b7 – Czarny pionek · c7 – Czarny pionek · d7 – Czarny pionek · f7 – Czarny pionek · g7 – Czarny pionek · h7 – Czarny pionek · c5 – Czarny goniec · e5 – Biały pionek · c4 – Biały goniec · g4 – Czarny skoczek · h4 – Czarny hetman · f3 – Biały skoczek · a2 – Biały pionek · b2 – Biały pionek · f2 – Biały pionek · g2 – Biały pionek · h2 – Biały pionek · a1 – Biała wieża · b1 – Biały skoczek · c1 – Biały goniec · d1 – Biały hetman · e1 – Biała wieża · g1 – Biały król | a8 – Czarna wieża · c8 – Czarny goniec · f8 – Czarna wieża · g8 – Czarny król · a7 – Czarny pionek · b7 – Czarny pionek · c7 – Czarny pionek · d7 – Czarny pionek · f7 – Czarny pionek · g7 – Czarny pionek · h7 – Czarny pionek · c5 – Czarny goniec · e5 – Biały pionek · c4 – Biały goniec · g4 – Czarny skoczek · h4 – Czarny hetman · f3 – Biały skoczek · a2 – Biały pionek · b2 – Biały pionek · f2 – Biały pionek · g2 – Biały pionek · h2 – Biały pionek · a1 – Biała wieża · b1 – Biały skoczek · c1 – Biały goniec · d1 – Biały hetman · e1 – Biała wieża · g1 – Biały król | a8 – Czarna wieża · c8 – Czarny goniec · f8 – Czarna wieża · g8 – Czarny król · a7 – Czarny pionek · b7 – Czarny pionek · c7 – Czarny pionek · d7 – Czarny pionek · f7 – Czarny pionek · g7 – Czarny pionek · h7 – Czarny pionek · c5 – Czarny goniec · e5 – Biały pionek · c4 – Biały goniec · g4 – Czarny skoczek · h4 – Czarny hetman · f3 – Biały skoczek · a2 – Biały pionek · b2 – Biały pionek · f2 – Biały pionek · g2 – Biały pionek · h2 – Biały pionek · a1 – Biała wieża · b1 – Biały skoczek · c1 – Biały goniec · d1 – Biały hetman · e1 – Biała wieża · g1 – Biały król | a8 – Czarna wieża · c8 – Czarny goniec · f8 – Czarna wieża · g8 – Czarny król · a7 – Czarny pionek · b7 – Czarny pionek · c7 – Czarny pionek · d7 – Czarny pionek · f7 – Czarny pionek · g7 – Czarny pionek · h7 – Czarny pionek · c5 – Czarny goniec · e5 – Biały pionek · c4 – Biały goniec · g4 – Czarny skoczek · h4 – Czarny hetman · f3 – Biały skoczek · a2 – Biały pionek · b2 – Biały pionek · f2 – Biały pionek · g2 – Biały pionek · h2 – Biały pionek · a1 – Biała wieża · b1 – Biały skoczek · c1 – Biały goniec · d1 – Biały hetman · e1 – Biała wieża · g1 – Biały król | a8 – Czarna wieża · c8 – Czarny goniec · f8 – Czarna wieża · g8 – Czarny król · a7 – Czarny pionek · b7 – Czarny pionek · c7 – Czarny pionek · d7 – Czarny pionek · f7 – Czarny pionek · g7 – Czarny pionek · h7 – Czarny pionek · c5 – Czarny goniec · e5 – Biały pionek · c4 – Biały goniec · g4 – Czarny skoczek · h4 – Czarny hetman · f3 – Biały skoczek · a2 – Biały pionek · b2 – Biały pionek · f2 – Biały pionek · g2 – Biały pionek · h2 – Biały pionek · a1 – Biała wieża · b1 – Biały skoczek · c1 – Biały goniec · d1 – Biały hetman · e1 – Biała wieża · g1 – Biały król | 2 |
| 1 | a8 – Czarna wieża · c8 – Czarny goniec · f8 – Czarna wieża · g8 – Czarny król · a7 – Czarny pionek · b7 – Czarny pionek · c7 – Czarny pionek · d7 – Czarny pionek · f7 – Czarny pionek · g7 – Czarny pionek · h7 – Czarny pionek · c5 – Czarny goniec · e5 – Biały pionek · c4 – Biały goniec · g4 – Czarny skoczek · h4 – Czarny hetman · f3 – Biały skoczek · a2 – Biały pionek · b2 – Biały pionek · f2 – Biały pionek · g2 – Biały pionek · h2 – Biały pionek · a1 – Biała wieża · b1 – Biały skoczek · c1 – Biały goniec · d1 – Biały hetman · e1 – Biała wieża · g1 – Biały król | a8 – Czarna wieża · c8 – Czarny goniec · f8 – Czarna wieża · g8 – Czarny król · a7 – Czarny pionek · b7 – Czarny pionek · c7 – Czarny pionek · d7 – Czarny pionek · f7 – Czarny pionek · g7 – Czarny pionek · h7 – Czarny pionek · c5 – Czarny goniec · e5 – Biały pionek · c4 – Biały goniec · g4 – Czarny skoczek · h4 – Czarny hetman · f3 – Biały skoczek · a2 – Biały pionek · b2 – Biały pionek · f2 – Biały pionek · g2 – Biały pionek · h2 – Biały pionek · a1 – Biała wieża · b1 – Biały skoczek · c1 – Biały goniec · d1 – Biały hetman · e1 – Biała wieża · g1 – Biały król | a8 – Czarna wieża · c8 – Czarny goniec · f8 – Czarna wieża · g8 – Czarny król · a7 – Czarny pionek · b7 – Czarny pionek · c7 – Czarny pionek · d7 – Czarny pionek · f7 – Czarny pionek · g7 – Czarny pionek · h7 – Czarny pionek · c5 – Czarny goniec · e5 – Biały pionek · c4 – Biały goniec · g4 – Czarny skoczek · h4 – Czarny hetman · f3 – Biały skoczek · a2 – Biały pionek · b2 – Biały pionek · f2 – Biały pionek · g2 – Biały pionek · h2 – Biały pionek · a1 – Biała wieża · b1 – Biały skoczek · c1 – Biały goniec · d1 – Biały hetman · e1 – Biała wieża · g1 – Biały król | a8 – Czarna wieża · c8 – Czarny goniec · f8 – Czarna wieża · g8 – Czarny król · a7 – Czarny pionek · b7 – Czarny pionek · c7 – Czarny pionek · d7 – Czarny pionek · f7 – Czarny pionek · g7 – Czarny pionek · h7 – Czarny pionek · c5 – Czarny goniec · e5 – Biały pionek · c4 – Biały goniec · g4 – Czarny skoczek · h4 – Czarny hetman · f3 – Biały skoczek · a2 – Biały pionek · b2 – Biały pionek · f2 – Biały pionek · g2 – Biały pionek · h2 – Biały pionek · a1 – Biała wieża · b1 – Biały skoczek · c1 – Biały goniec · d1 – Biały hetman · e1 – Biała wieża · g1 – Biały król | a8 – Czarna wieża · c8 – Czarny goniec · f8 – Czarna wieża · g8 – Czarny król · a7 – Czarny pionek · b7 – Czarny pionek · c7 – Czarny pionek · d7 – Czarny pionek · f7 – Czarny pionek · g7 – Czarny pionek · h7 – Czarny pionek · c5 – Czarny goniec · e5 – Biały pionek · c4 – Biały goniec · g4 – Czarny skoczek · h4 – Czarny hetman · f3 – Biały skoczek · a2 – Biały pionek · b2 – Biały pionek · f2 – Biały pionek · g2 – Biały pionek · h2 – Biały pionek · a1 – Biała wieża · b1 – Biały skoczek · c1 – Biały goniec · d1 – Biały hetman · e1 – Biała wieża · g1 – Biały król | a8 – Czarna wieża · c8 – Czarny goniec · f8 – Czarna wieża · g8 – Czarny król · a7 – Czarny pionek · b7 – Czarny pionek · c7 – Czarny pionek · d7 – Czarny pionek · f7 – Czarny pionek · g7 – Czarny pionek · h7 – Czarny pionek · c5 – Czarny goniec · e5 – Biały pionek · c4 – Biały goniec · g4 – Czarny skoczek · h4 – Czarny hetman · f3 – Biały skoczek · a2 – Biały pionek · b2 – Biały pionek · f2 – Biały pionek · g2 – Biały pionek · h2 – Biały pionek · a1 – Biała wieża · b1 – Biały skoczek · c1 – Biały goniec · d1 – Biały hetman · e1 – Biała wieża · g1 – Biały król | a8 – Czarna wieża · c8 – Czarny goniec · f8 – Czarna wieża · g8 – Czarny król · a7 – Czarny pionek · b7 – Czarny pionek · c7 – Czarny pionek · d7 – Czarny pionek · f7 – Czarny pionek · g7 – Czarny pionek · h7 – Czarny pionek · c5 – Czarny goniec · e5 – Biały pionek · c4 – Biały goniec · g4 – Czarny skoczek · h4 – Czarny hetman · f3 – Biały skoczek · a2 – Biały pionek · b2 – Biały pionek · f2 – Biały pionek · g2 – Biały pionek · h2 – Biały pionek · a1 – Biała wieża · b1 – Biały skoczek · c1 – Biały goniec · d1 – Biały hetman · e1 – Biała wieża · g1 – Biały król | a8 – Czarna wieża · c8 – Czarny goniec · f8 – Czarna wieża · g8 – Czarny król · a7 – Czarny pionek · b7 – Czarny pionek · c7 – Czarny pionek · d7 – Czarny pionek · f7 – Czarny pionek · g7 – Czarny pionek · h7 – Czarny pionek · c5 – Czarny goniec · e5 – Biały pionek · c4 – Biały goniec · g4 – Czarny skoczek · h4 – Czarny hetman · f3 – Biały skoczek · a2 – Biały pionek · b2 – Biały pionek · f2 – Biały pionek · g2 – Biały pionek · h2 – Biały pionek · a1 – Biała wieża · b1 – Biały skoczek · c1 – Biały goniec · d1 – Biały hetman · e1 – Biała wieża · g1 – Biały król | 1 |
|   | a | b | c | d | e | f | g | h |   |

Pierwszy znany opis tego mata pochodzi z roku 1497, z podręcznika Luisa Luceny. Można go również znaleźć w manuskryptach Gioachina Greco z 1620. Diagram po prawej stronie przedstawia pozycję po jedenastym ruchu białych w tej ostatniej partii. Grający czarnymi Greco poświęcił już skoczka, by doprowadzić do tej pozycji. W decydującym ataku na roszadę białych nie waha się poświęcić także i hetmana, żeby umożliwić skoczkowi zadanie śmiertelnego ciosu:
11... Hxf2+
12. Kh1 Hg1+!
13. Wxg1 Sf2#
W partiach dawnych mistrzów można znaleźć wiele przykładów mata Beniowskiego. Jest on tak dobrze znany, że bardzo rzadko zdarza się w partiach współczesnych arcymistrzów – potrafią oni z dużym wyprzedzeniem przewidzieć możliwość powstania tego rodzaju pozycji i temu zapobiec. Matem Beniowskiego zakończyła się partia Jana Timmana z Nigelem Shortem, rozegrana w 1990 w Tilburgu (wygrana przez Timmana).

|   | a | b | c | d | e | f | g | h |   |
| 8 | a8 – Czarna wieża · c8 – Czarny goniec · d8 – Biały goniec · h8 – Czarny król · b7 – Czarny pionek · g7 – Czarny goniec · h7 – Czarny pionek · b6 – Czarny skoczek · e6 – Czarny pionek · g6 – Czarny pionek · a5 – Czarny pionek · g5 – Biały skoczek · a4 – Biały pionek · b4 – Czarny hetman · b3 – Biały goniec · b2 – Biały pionek · g2 – Biały pionek · h2 – Biały pionek · a1 – Biała wieża · f1 – Biały hetman · h1 – Biały król | a8 – Czarna wieża · c8 – Czarny goniec · d8 – Biały goniec · h8 – Czarny król · b7 – Czarny pionek · g7 – Czarny goniec · h7 – Czarny pionek · b6 – Czarny skoczek · e6 – Czarny pionek · g6 – Czarny pionek · a5 – Czarny pionek · g5 – Biały skoczek · a4 – Biały pionek · b4 – Czarny hetman · b3 – Biały goniec · b2 – Biały pionek · g2 – Biały pionek · h2 – Biały pionek · a1 – Biała wieża · f1 – Biały hetman · h1 – Biały król | a8 – Czarna wieża · c8 – Czarny goniec · d8 – Biały goniec · h8 – Czarny król · b7 – Czarny pionek · g7 – Czarny goniec · h7 – Czarny pionek · b6 – Czarny skoczek · e6 – Czarny pionek · g6 – Czarny pionek · a5 – Czarny pionek · g5 – Biały skoczek · a4 – Biały pionek · b4 – Czarny hetman · b3 – Biały goniec · b2 – Biały pionek · g2 – Biały pionek · h2 – Biały pionek · a1 – Biała wieża · f1 – Biały hetman · h1 – Biały król | a8 – Czarna wieża · c8 – Czarny goniec · d8 – Biały goniec · h8 – Czarny król · b7 – Czarny pionek · g7 – Czarny goniec · h7 – Czarny pionek · b6 – Czarny skoczek · e6 – Czarny pionek · g6 – Czarny pionek · a5 – Czarny pionek · g5 – Biały skoczek · a4 – Biały pionek · b4 – Czarny hetman · b3 – Biały goniec · b2 – Biały pionek · g2 – Biały pionek · h2 – Biały pionek · a1 – Biała wieża · f1 – Biały hetman · h1 – Biały król | a8 – Czarna wieża · c8 – Czarny goniec · d8 – Biały goniec · h8 – Czarny król · b7 – Czarny pionek · g7 – Czarny goniec · h7 – Czarny pionek · b6 – Czarny skoczek · e6 – Czarny pionek · g6 – Czarny pionek · a5 – Czarny pionek · g5 – Biały skoczek · a4 – Biały pionek · b4 – Czarny hetman · b3 – Biały goniec · b2 – Biały pionek · g2 – Biały pionek · h2 – Biały pionek · a1 – Biała wieża · f1 – Biały hetman · h1 – Biały król | a8 – Czarna wieża · c8 – Czarny goniec · d8 – Biały goniec · h8 – Czarny król · b7 – Czarny pionek · g7 – Czarny goniec · h7 – Czarny pionek · b6 – Czarny skoczek · e6 – Czarny pionek · g6 – Czarny pionek · a5 – Czarny pionek · g5 – Biały skoczek · a4 – Biały pionek · b4 – Czarny hetman · b3 – Biały goniec · b2 – Biały pionek · g2 – Biały pionek · h2 – Biały pionek · a1 – Biała wieża · f1 – Biały hetman · h1 – Biały król | a8 – Czarna wieża · c8 – Czarny goniec · d8 – Biały goniec · h8 – Czarny król · b7 – Czarny pionek · g7 – Czarny goniec · h7 – Czarny pionek · b6 – Czarny skoczek · e6 – Czarny pionek · g6 – Czarny pionek · a5 – Czarny pionek · g5 – Biały skoczek · a4 – Biały pionek · b4 – Czarny hetman · b3 – Biały goniec · b2 – Biały pionek · g2 – Biały pionek · h2 – Biały pionek · a1 – Biała wieża · f1 – Biały hetman · h1 – Biały król | a8 – Czarna wieża · c8 – Czarny goniec · d8 – Biały goniec · h8 – Czarny król · b7 – Czarny pionek · g7 – Czarny goniec · h7 – Czarny pionek · b6 – Czarny skoczek · e6 – Czarny pionek · g6 – Czarny pionek · a5 – Czarny pionek · g5 – Biały skoczek · a4 – Biały pionek · b4 – Czarny hetman · b3 – Biały goniec · b2 – Biały pionek · g2 – Biały pionek · h2 – Biały pionek · a1 – Biała wieża · f1 – Biały hetman · h1 – Biały król | 8 |
| 7 | a8 – Czarna wieża · c8 – Czarny goniec · d8 – Biały goniec · h8 – Czarny król · b7 – Czarny pionek · g7 – Czarny goniec · h7 – Czarny pionek · b6 – Czarny skoczek · e6 – Czarny pionek · g6 – Czarny pionek · a5 – Czarny pionek · g5 – Biały skoczek · a4 – Biały pionek · b4 – Czarny hetman · b3 – Biały goniec · b2 – Biały pionek · g2 – Biały pionek · h2 – Biały pionek · a1 – Biała wieża · f1 – Biały hetman · h1 – Biały król | a8 – Czarna wieża · c8 – Czarny goniec · d8 – Biały goniec · h8 – Czarny król · b7 – Czarny pionek · g7 – Czarny goniec · h7 – Czarny pionek · b6 – Czarny skoczek · e6 – Czarny pionek · g6 – Czarny pionek · a5 – Czarny pionek · g5 – Biały skoczek · a4 – Biały pionek · b4 – Czarny hetman · b3 – Biały goniec · b2 – Biały pionek · g2 – Biały pionek · h2 – Biały pionek · a1 – Biała wieża · f1 – Biały hetman · h1 – Biały król | a8 – Czarna wieża · c8 – Czarny goniec · d8 – Biały goniec · h8 – Czarny król · b7 – Czarny pionek · g7 – Czarny goniec · h7 – Czarny pionek · b6 – Czarny skoczek · e6 – Czarny pionek · g6 – Czarny pionek · a5 – Czarny pionek · g5 – Biały skoczek · a4 – Biały pionek · b4 – Czarny hetman · b3 – Biały goniec · b2 – Biały pionek · g2 – Biały pionek · h2 – Biały pionek · a1 – Biała wieża · f1 – Biały hetman · h1 – Biały król | a8 – Czarna wieża · c8 – Czarny goniec · d8 – Biały goniec · h8 – Czarny król · b7 – Czarny pionek · g7 – Czarny goniec · h7 – Czarny pionek · b6 – Czarny skoczek · e6 – Czarny pionek · g6 – Czarny pionek · a5 – Czarny pionek · g5 – Biały skoczek · a4 – Biały pionek · b4 – Czarny hetman · b3 – Biały goniec · b2 – Biały pionek · g2 – Biały pionek · h2 – Biały pionek · a1 – Biała wieża · f1 – Biały hetman · h1 – Biały król | a8 – Czarna wieża · c8 – Czarny goniec · d8 – Biały goniec · h8 – Czarny król · b7 – Czarny pionek · g7 – Czarny goniec · h7 – Czarny pionek · b6 – Czarny skoczek · e6 – Czarny pionek · g6 – Czarny pionek · a5 – Czarny pionek · g5 – Biały skoczek · a4 – Biały pionek · b4 – Czarny hetman · b3 – Biały goniec · b2 – Biały pionek · g2 – Biały pionek · h2 – Biały pionek · a1 – Biała wieża · f1 – Biały hetman · h1 – Biały król | a8 – Czarna wieża · c8 – Czarny goniec · d8 – Biały goniec · h8 – Czarny król · b7 – Czarny pionek · g7 – Czarny goniec · h7 – Czarny pionek · b6 – Czarny skoczek · e6 – Czarny pionek · g6 – Czarny pionek · a5 – Czarny pionek · g5 – Biały skoczek · a4 – Biały pionek · b4 – Czarny hetman · b3 – Biały goniec · b2 – Biały pionek · g2 – Biały pionek · h2 – Biały pionek · a1 – Biała wieża · f1 – Biały hetman · h1 – Biały król | a8 – Czarna wieża · c8 – Czarny goniec · d8 – Biały goniec · h8 – Czarny król · b7 – Czarny pionek · g7 – Czarny goniec · h7 – Czarny pionek · b6 – Czarny skoczek · e6 – Czarny pionek · g6 – Czarny pionek · a5 – Czarny pionek · g5 – Biały skoczek · a4 – Biały pionek · b4 – Czarny hetman · b3 – Biały goniec · b2 – Biały pionek · g2 – Biały pionek · h2 – Biały pionek · a1 – Biała wieża · f1 – Biały hetman · h1 – Biały król | a8 – Czarna wieża · c8 – Czarny goniec · d8 – Biały goniec · h8 – Czarny król · b7 – Czarny pionek · g7 – Czarny goniec · h7 – Czarny pionek · b6 – Czarny skoczek · e6 – Czarny pionek · g6 – Czarny pionek · a5 – Czarny pionek · g5 – Biały skoczek · a4 – Biały pionek · b4 – Czarny hetman · b3 – Biały goniec · b2 – Biały pionek · g2 – Biały pionek · h2 – Biały pionek · a1 – Biała wieża · f1 – Biały hetman · h1 – Biały król | 7 |
| 6 | a8 – Czarna wieża · c8 – Czarny goniec · d8 – Biały goniec · h8 – Czarny król · b7 – Czarny pionek · g7 – Czarny goniec · h7 – Czarny pionek · b6 – Czarny skoczek · e6 – Czarny pionek · g6 – Czarny pionek · a5 – Czarny pionek · g5 – Biały skoczek · a4 – Biały pionek · b4 – Czarny hetman · b3 – Biały goniec · b2 – Biały pionek · g2 – Biały pionek · h2 – Biały pionek · a1 – Biała wieża · f1 – Biały hetman · h1 – Biały król | a8 – Czarna wieża · c8 – Czarny goniec · d8 – Biały goniec · h8 – Czarny król · b7 – Czarny pionek · g7 – Czarny goniec · h7 – Czarny pionek · b6 – Czarny skoczek · e6 – Czarny pionek · g6 – Czarny pionek · a5 – Czarny pionek · g5 – Biały skoczek · a4 – Biały pionek · b4 – Czarny hetman · b3 – Biały goniec · b2 – Biały pionek · g2 – Biały pionek · h2 – Biały pionek · a1 – Biała wieża · f1 – Biały hetman · h1 – Biały król | a8 – Czarna wieża · c8 – Czarny goniec · d8 – Biały goniec · h8 – Czarny król · b7 – Czarny pionek · g7 – Czarny goniec · h7 – Czarny pionek · b6 – Czarny skoczek · e6 – Czarny pionek · g6 – Czarny pionek · a5 – Czarny pionek · g5 – Biały skoczek · a4 – Biały pionek · b4 – Czarny hetman · b3 – Biały goniec · b2 – Biały pionek · g2 – Biały pionek · h2 – Biały pionek · a1 – Biała wieża · f1 – Biały hetman · h1 – Biały król | a8 – Czarna wieża · c8 – Czarny goniec · d8 – Biały goniec · h8 – Czarny król · b7 – Czarny pionek · g7 – Czarny goniec · h7 – Czarny pionek · b6 – Czarny skoczek · e6 – Czarny pionek · g6 – Czarny pionek · a5 – Czarny pionek · g5 – Biały skoczek · a4 – Biały pionek · b4 – Czarny hetman · b3 – Biały goniec · b2 – Biały pionek · g2 – Biały pionek · h2 – Biały pionek · a1 – Biała wieża · f1 – Biały hetman · h1 – Biały król | a8 – Czarna wieża · c8 – Czarny goniec · d8 – Biały goniec · h8 – Czarny król · b7 – Czarny pionek · g7 – Czarny goniec · h7 – Czarny pionek · b6 – Czarny skoczek · e6 – Czarny pionek · g6 – Czarny pionek · a5 – Czarny pionek · g5 – Biały skoczek · a4 – Biały pionek · b4 – Czarny hetman · b3 – Biały goniec · b2 – Biały pionek · g2 – Biały pionek · h2 – Biały pionek · a1 – Biała wieża · f1 – Biały hetman · h1 – Biały król | a8 – Czarna wieża · c8 – Czarny goniec · d8 – Biały goniec · h8 – Czarny król · b7 – Czarny pionek · g7 – Czarny goniec · h7 – Czarny pionek · b6 – Czarny skoczek · e6 – Czarny pionek · g6 – Czarny pionek · a5 – Czarny pionek · g5 – Biały skoczek · a4 – Biały pionek · b4 – Czarny hetman · b3 – Biały goniec · b2 – Biały pionek · g2 – Biały pionek · h2 – Biały pionek · a1 – Biała wieża · f1 – Biały hetman · h1 – Biały król | a8 – Czarna wieża · c8 – Czarny goniec · d8 – Biały goniec · h8 – Czarny król · b7 – Czarny pionek · g7 – Czarny goniec · h7 – Czarny pionek · b6 – Czarny skoczek · e6 – Czarny pionek · g6 – Czarny pionek · a5 – Czarny pionek · g5 – Biały skoczek · a4 – Biały pionek · b4 – Czarny hetman · b3 – Biały goniec · b2 – Biały pionek · g2 – Biały pionek · h2 – Biały pionek · a1 – Biała wieża · f1 – Biały hetman · h1 – Biały król | a8 – Czarna wieża · c8 – Czarny goniec · d8 – Biały goniec · h8 – Czarny król · b7 – Czarny pionek · g7 – Czarny goniec · h7 – Czarny pionek · b6 – Czarny skoczek · e6 – Czarny pionek · g6 – Czarny pionek · a5 – Czarny pionek · g5 – Biały skoczek · a4 – Biały pionek · b4 – Czarny hetman · b3 – Biały goniec · b2 – Biały pionek · g2 – Biały pionek · h2 – Biały pionek · a1 – Biała wieża · f1 – Biały hetman · h1 – Biały król | 6 |
| 5 | a8 – Czarna wieża · c8 – Czarny goniec · d8 – Biały goniec · h8 – Czarny król · b7 – Czarny pionek · g7 – Czarny goniec · h7 – Czarny pionek · b6 – Czarny skoczek · e6 – Czarny pionek · g6 – Czarny pionek · a5 – Czarny pionek · g5 – Biały skoczek · a4 – Biały pionek · b4 – Czarny hetman · b3 – Biały goniec · b2 – Biały pionek · g2 – Biały pionek · h2 – Biały pionek · a1 – Biała wieża · f1 – Biały hetman · h1 – Biały król | a8 – Czarna wieża · c8 – Czarny goniec · d8 – Biały goniec · h8 – Czarny król · b7 – Czarny pionek · g7 – Czarny goniec · h7 – Czarny pionek · b6 – Czarny skoczek · e6 – Czarny pionek · g6 – Czarny pionek · a5 – Czarny pionek · g5 – Biały skoczek · a4 – Biały pionek · b4 – Czarny hetman · b3 – Biały goniec · b2 – Biały pionek · g2 – Biały pionek · h2 – Biały pionek · a1 – Biała wieża · f1 – Biały hetman · h1 – Biały król | a8 – Czarna wieża · c8 – Czarny goniec · d8 – Biały goniec · h8 – Czarny król · b7 – Czarny pionek · g7 – Czarny goniec · h7 – Czarny pionek · b6 – Czarny skoczek · e6 – Czarny pionek · g6 – Czarny pionek · a5 – Czarny pionek · g5 – Biały skoczek · a4 – Biały pionek · b4 – Czarny hetman · b3 – Biały goniec · b2 – Biały pionek · g2 – Biały pionek · h2 – Biały pionek · a1 – Biała wieża · f1 – Biały hetman · h1 – Biały król | a8 – Czarna wieża · c8 – Czarny goniec · d8 – Biały goniec · h8 – Czarny król · b7 – Czarny pionek · g7 – Czarny goniec · h7 – Czarny pionek · b6 – Czarny skoczek · e6 – Czarny pionek · g6 – Czarny pionek · a5 – Czarny pionek · g5 – Biały skoczek · a4 – Biały pionek · b4 – Czarny hetman · b3 – Biały goniec · b2 – Biały pionek · g2 – Biały pionek · h2 – Biały pionek · a1 – Biała wieża · f1 – Biały hetman · h1 – Biały król | a8 – Czarna wieża · c8 – Czarny goniec · d8 – Biały goniec · h8 – Czarny król · b7 – Czarny pionek · g7 – Czarny goniec · h7 – Czarny pionek · b6 – Czarny skoczek · e6 – Czarny pionek · g6 – Czarny pionek · a5 – Czarny pionek · g5 – Biały skoczek · a4 – Biały pionek · b4 – Czarny hetman · b3 – Biały goniec · b2 – Biały pionek · g2 – Biały pionek · h2 – Biały pionek · a1 – Biała wieża · f1 – Biały hetman · h1 – Biały król | a8 – Czarna wieża · c8 – Czarny goniec · d8 – Biały goniec · h8 – Czarny król · b7 – Czarny pionek · g7 – Czarny goniec · h7 – Czarny pionek · b6 – Czarny skoczek · e6 – Czarny pionek · g6 – Czarny pionek · a5 – Czarny pionek · g5 – Biały skoczek · a4 – Biały pionek · b4 – Czarny hetman · b3 – Biały goniec · b2 – Biały pionek · g2 – Biały pionek · h2 – Biały pionek · a1 – Biała wieża · f1 – Biały hetman · h1 – Biały król | a8 – Czarna wieża · c8 – Czarny goniec · d8 – Biały goniec · h8 – Czarny król · b7 – Czarny pionek · g7 – Czarny goniec · h7 – Czarny pionek · b6 – Czarny skoczek · e6 – Czarny pionek · g6 – Czarny pionek · a5 – Czarny pionek · g5 – Biały skoczek · a4 – Biały pionek · b4 – Czarny hetman · b3 – Biały goniec · b2 – Biały pionek · g2 – Biały pionek · h2 – Biały pionek · a1 – Biała wieża · f1 – Biały hetman · h1 – Biały król | a8 – Czarna wieża · c8 – Czarny goniec · d8 – Biały goniec · h8 – Czarny król · b7 – Czarny pionek · g7 – Czarny goniec · h7 – Czarny pionek · b6 – Czarny skoczek · e6 – Czarny pionek · g6 – Czarny pionek · a5 – Czarny pionek · g5 – Biały skoczek · a4 – Biały pionek · b4 – Czarny hetman · b3 – Biały goniec · b2 – Biały pionek · g2 – Biały pionek · h2 – Biały pionek · a1 – Biała wieża · f1 – Biały hetman · h1 – Biały król | 5 |
| 4 | a8 – Czarna wieża · c8 – Czarny goniec · d8 – Biały goniec · h8 – Czarny król · b7 – Czarny pionek · g7 – Czarny goniec · h7 – Czarny pionek · b6 – Czarny skoczek · e6 – Czarny pionek · g6 – Czarny pionek · a5 – Czarny pionek · g5 – Biały skoczek · a4 – Biały pionek · b4 – Czarny hetman · b3 – Biały goniec · b2 – Biały pionek · g2 – Biały pionek · h2 – Biały pionek · a1 – Biała wieża · f1 – Biały hetman · h1 – Biały król | a8 – Czarna wieża · c8 – Czarny goniec · d8 – Biały goniec · h8 – Czarny król · b7 – Czarny pionek · g7 – Czarny goniec · h7 – Czarny pionek · b6 – Czarny skoczek · e6 – Czarny pionek · g6 – Czarny pionek · a5 – Czarny pionek · g5 – Biały skoczek · a4 – Biały pionek · b4 – Czarny hetman · b3 – Biały goniec · b2 – Biały pionek · g2 – Biały pionek · h2 – Biały pionek · a1 – Biała wieża · f1 – Biały hetman · h1 – Biały król | a8 – Czarna wieża · c8 – Czarny goniec · d8 – Biały goniec · h8 – Czarny król · b7 – Czarny pionek · g7 – Czarny goniec · h7 – Czarny pionek · b6 – Czarny skoczek · e6 – Czarny pionek · g6 – Czarny pionek · a5 – Czarny pionek · g5 – Biały skoczek · a4 – Biały pionek · b4 – Czarny hetman · b3 – Biały goniec · b2 – Biały pionek · g2 – Biały pionek · h2 – Biały pionek · a1 – Biała wieża · f1 – Biały hetman · h1 – Biały król | a8 – Czarna wieża · c8 – Czarny goniec · d8 – Biały goniec · h8 – Czarny król · b7 – Czarny pionek · g7 – Czarny goniec · h7 – Czarny pionek · b6 – Czarny skoczek · e6 – Czarny pionek · g6 – Czarny pionek · a5 – Czarny pionek · g5 – Biały skoczek · a4 – Biały pionek · b4 – Czarny hetman · b3 – Biały goniec · b2 – Biały pionek · g2 – Biały pionek · h2 – Biały pionek · a1 – Biała wieża · f1 – Biały hetman · h1 – Biały król | a8 – Czarna wieża · c8 – Czarny goniec · d8 – Biały goniec · h8 – Czarny król · b7 – Czarny pionek · g7 – Czarny goniec · h7 – Czarny pionek · b6 – Czarny skoczek · e6 – Czarny pionek · g6 – Czarny pionek · a5 – Czarny pionek · g5 – Biały skoczek · a4 – Biały pionek · b4 – Czarny hetman · b3 – Biały goniec · b2 – Biały pionek · g2 – Biały pionek · h2 – Biały pionek · a1 – Biała wieża · f1 – Biały hetman · h1 – Biały król | a8 – Czarna wieża · c8 – Czarny goniec · d8 – Biały goniec · h8 – Czarny król · b7 – Czarny pionek · g7 – Czarny goniec · h7 – Czarny pionek · b6 – Czarny skoczek · e6 – Czarny pionek · g6 – Czarny pionek · a5 – Czarny pionek · g5 – Biały skoczek · a4 – Biały pionek · b4 – Czarny hetman · b3 – Biały goniec · b2 – Biały pionek · g2 – Biały pionek · h2 – Biały pionek · a1 – Biała wieża · f1 – Biały hetman · h1 – Biały król | a8 – Czarna wieża · c8 – Czarny goniec · d8 – Biały goniec · h8 – Czarny król · b7 – Czarny pionek · g7 – Czarny goniec · h7 – Czarny pionek · b6 – Czarny skoczek · e6 – Czarny pionek · g6 – Czarny pionek · a5 – Czarny pionek · g5 – Biały skoczek · a4 – Biały pionek · b4 – Czarny hetman · b3 – Biały goniec · b2 – Biały pionek · g2 – Biały pionek · h2 – Biały pionek · a1 – Biała wieża · f1 – Biały hetman · h1 – Biały król | a8 – Czarna wieża · c8 – Czarny goniec · d8 – Biały goniec · h8 – Czarny król · b7 – Czarny pionek · g7 – Czarny goniec · h7 – Czarny pionek · b6 – Czarny skoczek · e6 – Czarny pionek · g6 – Czarny pionek · a5 – Czarny pionek · g5 – Biały skoczek · a4 – Biały pionek · b4 – Czarny hetman · b3 – Biały goniec · b2 – Biały pionek · g2 – Biały pionek · h2 – Biały pionek · a1 – Biała wieża · f1 – Biały hetman · h1 – Biały król | 4 |
| 3 | a8 – Czarna wieża · c8 – Czarny goniec · d8 – Biały goniec · h8 – Czarny król · b7 – Czarny pionek · g7 – Czarny goniec · h7 – Czarny pionek · b6 – Czarny skoczek · e6 – Czarny pionek · g6 – Czarny pionek · a5 – Czarny pionek · g5 – Biały skoczek · a4 – Biały pionek · b4 – Czarny hetman · b3 – Biały goniec · b2 – Biały pionek · g2 – Biały pionek · h2 – Biały pionek · a1 – Biała wieża · f1 – Biały hetman · h1 – Biały król | a8 – Czarna wieża · c8 – Czarny goniec · d8 – Biały goniec · h8 – Czarny król · b7 – Czarny pionek · g7 – Czarny goniec · h7 – Czarny pionek · b6 – Czarny skoczek · e6 – Czarny pionek · g6 – Czarny pionek · a5 – Czarny pionek · g5 – Biały skoczek · a4 – Biały pionek · b4 – Czarny hetman · b3 – Biały goniec · b2 – Biały pionek · g2 – Biały pionek · h2 – Biały pionek · a1 – Biała wieża · f1 – Biały hetman · h1 – Biały król | a8 – Czarna wieża · c8 – Czarny goniec · d8 – Biały goniec · h8 – Czarny król · b7 – Czarny pionek · g7 – Czarny goniec · h7 – Czarny pionek · b6 – Czarny skoczek · e6 – Czarny pionek · g6 – Czarny pionek · a5 – Czarny pionek · g5 – Biały skoczek · a4 – Biały pionek · b4 – Czarny hetman · b3 – Biały goniec · b2 – Biały pionek · g2 – Biały pionek · h2 – Biały pionek · a1 – Biała wieża · f1 – Biały hetman · h1 – Biały król | a8 – Czarna wieża · c8 – Czarny goniec · d8 – Biały goniec · h8 – Czarny król · b7 – Czarny pionek · g7 – Czarny goniec · h7 – Czarny pionek · b6 – Czarny skoczek · e6 – Czarny pionek · g6 – Czarny pionek · a5 – Czarny pionek · g5 – Biały skoczek · a4 – Biały pionek · b4 – Czarny hetman · b3 – Biały goniec · b2 – Biały pionek · g2 – Biały pionek · h2 – Biały pionek · a1 – Biała wieża · f1 – Biały hetman · h1 – Biały król | a8 – Czarna wieża · c8 – Czarny goniec · d8 – Biały goniec · h8 – Czarny król · b7 – Czarny pionek · g7 – Czarny goniec · h7 – Czarny pionek · b6 – Czarny skoczek · e6 – Czarny pionek · g6 – Czarny pionek · a5 – Czarny pionek · g5 – Biały skoczek · a4 – Biały pionek · b4 – Czarny hetman · b3 – Biały goniec · b2 – Biały pionek · g2 – Biały pionek · h2 – Biały pionek · a1 – Biała wieża · f1 – Biały hetman · h1 – Biały król | a8 – Czarna wieża · c8 – Czarny goniec · d8 – Biały goniec · h8 – Czarny król · b7 – Czarny pionek · g7 – Czarny goniec · h7 – Czarny pionek · b6 – Czarny skoczek · e6 – Czarny pionek · g6 – Czarny pionek · a5 – Czarny pionek · g5 – Biały skoczek · a4 – Biały pionek · b4 – Czarny hetman · b3 – Biały goniec · b2 – Biały pionek · g2 – Biały pionek · h2 – Biały pionek · a1 – Biała wieża · f1 – Biały hetman · h1 – Biały król | a8 – Czarna wieża · c8 – Czarny goniec · d8 – Biały goniec · h8 – Czarny król · b7 – Czarny pionek · g7 – Czarny goniec · h7 – Czarny pionek · b6 – Czarny skoczek · e6 – Czarny pionek · g6 – Czarny pionek · a5 – Czarny pionek · g5 – Biały skoczek · a4 – Biały pionek · b4 – Czarny hetman · b3 – Biały goniec · b2 – Biały pionek · g2 – Biały pionek · h2 – Biały pionek · a1 – Biała wieża · f1 – Biały hetman · h1 – Biały król | a8 – Czarna wieża · c8 – Czarny goniec · d8 – Biały goniec · h8 – Czarny król · b7 – Czarny pionek · g7 – Czarny goniec · h7 – Czarny pionek · b6 – Czarny skoczek · e6 – Czarny pionek · g6 – Czarny pionek · a5 – Czarny pionek · g5 – Biały skoczek · a4 – Biały pionek · b4 – Czarny hetman · b3 – Biały goniec · b2 – Biały pionek · g2 – Biały pionek · h2 – Biały pionek · a1 – Biała wieża · f1 – Biały hetman · h1 – Biały król | 3 |
| 2 | a8 – Czarna wieża · c8 – Czarny goniec · d8 – Biały goniec · h8 – Czarny król · b7 – Czarny pionek · g7 – Czarny goniec · h7 – Czarny pionek · b6 – Czarny skoczek · e6 – Czarny pionek · g6 – Czarny pionek · a5 – Czarny pionek · g5 – Biały skoczek · a4 – Biały pionek · b4 – Czarny hetman · b3 – Biały goniec · b2 – Biały pionek · g2 – Biały pionek · h2 – Biały pionek · a1 – Biała wieża · f1 – Biały hetman · h1 – Biały król | a8 – Czarna wieża · c8 – Czarny goniec · d8 – Biały goniec · h8 – Czarny król · b7 – Czarny pionek · g7 – Czarny goniec · h7 – Czarny pionek · b6 – Czarny skoczek · e6 – Czarny pionek · g6 – Czarny pionek · a5 – Czarny pionek · g5 – Biały skoczek · a4 – Biały pionek · b4 – Czarny hetman · b3 – Biały goniec · b2 – Biały pionek · g2 – Biały pionek · h2 – Biały pionek · a1 – Biała wieża · f1 – Biały hetman · h1 – Biały król | a8 – Czarna wieża · c8 – Czarny goniec · d8 – Biały goniec · h8 – Czarny król · b7 – Czarny pionek · g7 – Czarny goniec · h7 – Czarny pionek · b6 – Czarny skoczek · e6 – Czarny pionek · g6 – Czarny pionek · a5 – Czarny pionek · g5 – Biały skoczek · a4 – Biały pionek · b4 – Czarny hetman · b3 – Biały goniec · b2 – Biały pionek · g2 – Biały pionek · h2 – Biały pionek · a1 – Biała wieża · f1 – Biały hetman · h1 – Biały król | a8 – Czarna wieża · c8 – Czarny goniec · d8 – Biały goniec · h8 – Czarny król · b7 – Czarny pionek · g7 – Czarny goniec · h7 – Czarny pionek · b6 – Czarny skoczek · e6 – Czarny pionek · g6 – Czarny pionek · a5 – Czarny pionek · g5 – Biały skoczek · a4 – Biały pionek · b4 – Czarny hetman · b3 – Biały goniec · b2 – Biały pionek · g2 – Biały pionek · h2 – Biały pionek · a1 – Biała wieża · f1 – Biały hetman · h1 – Biały król | a8 – Czarna wieża · c8 – Czarny goniec · d8 – Biały goniec · h8 – Czarny król · b7 – Czarny pionek · g7 – Czarny goniec · h7 – Czarny pionek · b6 – Czarny skoczek · e6 – Czarny pionek · g6 – Czarny pionek · a5 – Czarny pionek · g5 – Biały skoczek · a4 – Biały pionek · b4 – Czarny hetman · b3 – Biały goniec · b2 – Biały pionek · g2 – Biały pionek · h2 – Biały pionek · a1 – Biała wieża · f1 – Biały hetman · h1 – Biały król | a8 – Czarna wieża · c8 – Czarny goniec · d8 – Biały goniec · h8 – Czarny król · b7 – Czarny pionek · g7 – Czarny goniec · h7 – Czarny pionek · b6 – Czarny skoczek · e6 – Czarny pionek · g6 – Czarny pionek · a5 – Czarny pionek · g5 – Biały skoczek · a4 – Biały pionek · b4 – Czarny hetman · b3 – Biały goniec · b2 – Biały pionek · g2 – Biały pionek · h2 – Biały pionek · a1 – Biała wieża · f1 – Biały hetman · h1 – Biały król | a8 – Czarna wieża · c8 – Czarny goniec · d8 – Biały goniec · h8 – Czarny król · b7 – Czarny pionek · g7 – Czarny goniec · h7 – Czarny pionek · b6 – Czarny skoczek · e6 – Czarny pionek · g6 – Czarny pionek · a5 – Czarny pionek · g5 – Biały skoczek · a4 – Biały pionek · b4 – Czarny hetman · b3 – Biały goniec · b2 – Biały pionek · g2 – Biały pionek · h2 – Biały pionek · a1 – Biała wieża · f1 – Biały hetman · h1 – Biały król | a8 – Czarna wieża · c8 – Czarny goniec · d8 – Biały goniec · h8 – Czarny król · b7 – Czarny pionek · g7 – Czarny goniec · h7 – Czarny pionek · b6 – Czarny skoczek · e6 – Czarny pionek · g6 – Czarny pionek · a5 – Czarny pionek · g5 – Biały skoczek · a4 – Biały pionek · b4 – Czarny hetman · b3 – Biały goniec · b2 – Biały pionek · g2 – Biały pionek · h2 – Biały pionek · a1 – Biała wieża · f1 – Biały hetman · h1 – Biały król | 2 |
| 1 | a8 – Czarna wieża · c8 – Czarny goniec · d8 – Biały goniec · h8 – Czarny król · b7 – Czarny pionek · g7 – Czarny goniec · h7 – Czarny pionek · b6 – Czarny skoczek · e6 – Czarny pionek · g6 – Czarny pionek · a5 – Czarny pionek · g5 – Biały skoczek · a4 – Biały pionek · b4 – Czarny hetman · b3 – Biały goniec · b2 – Biały pionek · g2 – Biały pionek · h2 – Biały pionek · a1 – Biała wieża · f1 – Biały hetman · h1 – Biały król | a8 – Czarna wieża · c8 – Czarny goniec · d8 – Biały goniec · h8 – Czarny król · b7 – Czarny pionek · g7 – Czarny goniec · h7 – Czarny pionek · b6 – Czarny skoczek · e6 – Czarny pionek · g6 – Czarny pionek · a5 – Czarny pionek · g5 – Biały skoczek · a4 – Biały pionek · b4 – Czarny hetman · b3 – Biały goniec · b2 – Biały pionek · g2 – Biały pionek · h2 – Biały pionek · a1 – Biała wieża · f1 – Biały hetman · h1 – Biały król | a8 – Czarna wieża · c8 – Czarny goniec · d8 – Biały goniec · h8 – Czarny król · b7 – Czarny pionek · g7 – Czarny goniec · h7 – Czarny pionek · b6 – Czarny skoczek · e6 – Czarny pionek · g6 – Czarny pionek · a5 – Czarny pionek · g5 – Biały skoczek · a4 – Biały pionek · b4 – Czarny hetman · b3 – Biały goniec · b2 – Biały pionek · g2 – Biały pionek · h2 – Biały pionek · a1 – Biała wieża · f1 – Biały hetman · h1 – Biały król | a8 – Czarna wieża · c8 – Czarny goniec · d8 – Biały goniec · h8 – Czarny król · b7 – Czarny pionek · g7 – Czarny goniec · h7 – Czarny pionek · b6 – Czarny skoczek · e6 – Czarny pionek · g6 – Czarny pionek · a5 – Czarny pionek · g5 – Biały skoczek · a4 – Biały pionek · b4 – Czarny hetman · b3 – Biały goniec · b2 – Biały pionek · g2 – Biały pionek · h2 – Biały pionek · a1 – Biała wieża · f1 – Biały hetman · h1 – Biały król | a8 – Czarna wieża · c8 – Czarny goniec · d8 – Biały goniec · h8 – Czarny król · b7 – Czarny pionek · g7 – Czarny goniec · h7 – Czarny pionek · b6 – Czarny skoczek · e6 – Czarny pionek · g6 – Czarny pionek · a5 – Czarny pionek · g5 – Biały skoczek · a4 – Biały pionek · b4 – Czarny hetman · b3 – Biały goniec · b2 – Biały pionek · g2 – Biały pionek · h2 – Biały pionek · a1 – Biała wieża · f1 – Biały hetman · h1 – Biały król | a8 – Czarna wieża · c8 – Czarny goniec · d8 – Biały goniec · h8 – Czarny król · b7 – Czarny pionek · g7 – Czarny goniec · h7 – Czarny pionek · b6 – Czarny skoczek · e6 – Czarny pionek · g6 – Czarny pionek · a5 – Czarny pionek · g5 – Biały skoczek · a4 – Biały pionek · b4 – Czarny hetman · b3 – Biały goniec · b2 – Biały pionek · g2 – Biały pionek · h2 – Biały pionek · a1 – Biała wieża · f1 – Biały hetman · h1 – Biały król | a8 – Czarna wieża · c8 – Czarny goniec · d8 – Biały goniec · h8 – Czarny król · b7 – Czarny pionek · g7 – Czarny goniec · h7 – Czarny pionek · b6 – Czarny skoczek · e6 – Czarny pionek · g6 – Czarny pionek · a5 – Czarny pionek · g5 – Biały skoczek · a4 – Biały pionek · b4 – Czarny hetman · b3 – Biały goniec · b2 – Biały pionek · g2 – Biały pionek · h2 – Biały pionek · a1 – Biała wieża · f1 – Biały hetman · h1 – Biały król | a8 – Czarna wieża · c8 – Czarny goniec · d8 – Biały goniec · h8 – Czarny król · b7 – Czarny pionek · g7 – Czarny goniec · h7 – Czarny pionek · b6 – Czarny skoczek · e6 – Czarny pionek · g6 – Czarny pionek · a5 – Czarny pionek · g5 – Biały skoczek · a4 – Biały pionek · b4 – Czarny hetman · b3 – Biały goniec · b2 – Biały pionek · g2 – Biały pionek · h2 – Biały pionek · a1 – Biała wieża · f1 – Biały hetman · h1 – Biały król | 1 |
|   | a | b | c | d | e | f | g | h |   |

W ostatnich latach prawdopodobnie najsłynniejszym szachistą, który dostał mata Beniowskiego, jest mistrz świata FIDE Rusłan Ponomariow. Na drugim diagramie przedstawiono pozycję z partii rozegranej między Aleksandrem Griszczukiem a Rusłanem Ponomariowem w Thorshavn w roku 2000. Czarne mają przewagę piona, jednak osłabiona pozycja króla prowadzi do szybkiej porażki.
24. Hf7 Gd7
25. Gxe6 Wxd8
W obronie przed matem konieczne było 25... Hf8, po czym ginie czarny skoczek, więc partia i tak jest przez czarne przegrana. Ponomariow po dżentelmeńsku pozwala się zamatować:
26. Hg8+ Wxg8
27. Sf7#